# Flora (Illinois)
Flora je grad u američkoj saveznoj državi Ilinois. Prema popisu stanovništva iz 2010. u njemu je živjelo 5.070 stanovnika.